# Sid L'Mokhtar
Sid L'Mokhtar (en àrab سيدي المختار, Sīdī al-Muẖtār; en amazic ⵙⵉⴷ ⵍⵎⵯⵅⵜⴰⵕ) és una comuna rural de la província de Chichaoua, a la regió de Marràqueix-Safi, al Marroc. Segons el cens de 2014 tenia una població total de 22.714 persones.